# Brooklyn (equipo ciclista)
El equipo Brooklyn, conocido anteriormente como Dreher, fue un equipo ciclista italiano, de ciclismo en ruta que compitió entre 1970 a 1977.

## Principales resultados
- París-Roubaix: Roger De Vlaeminck (1972, 1974, 1975, 1977)
- Tirreno-Adriático: Roger De Vlaeminck (1972, 1973, 1974, 1975, 1976, 1977)
- Milán-San Remo: Roger De Vlaeminck (1973)
- Giro de Lombardía: Roger De Vlaeminck (1974, 1976)
- Vuelta a Suiza: Roger De Vlaeminck (1975)
- Campeonato de Zúrich: Roger De Vlaeminck (1975)
- París-Tours: Ronald De Witte (1976)
- Tour de Romandía: Johan De Muynck (1976)
- Tour de Flandes: Roger De Vlaeminck (1977)

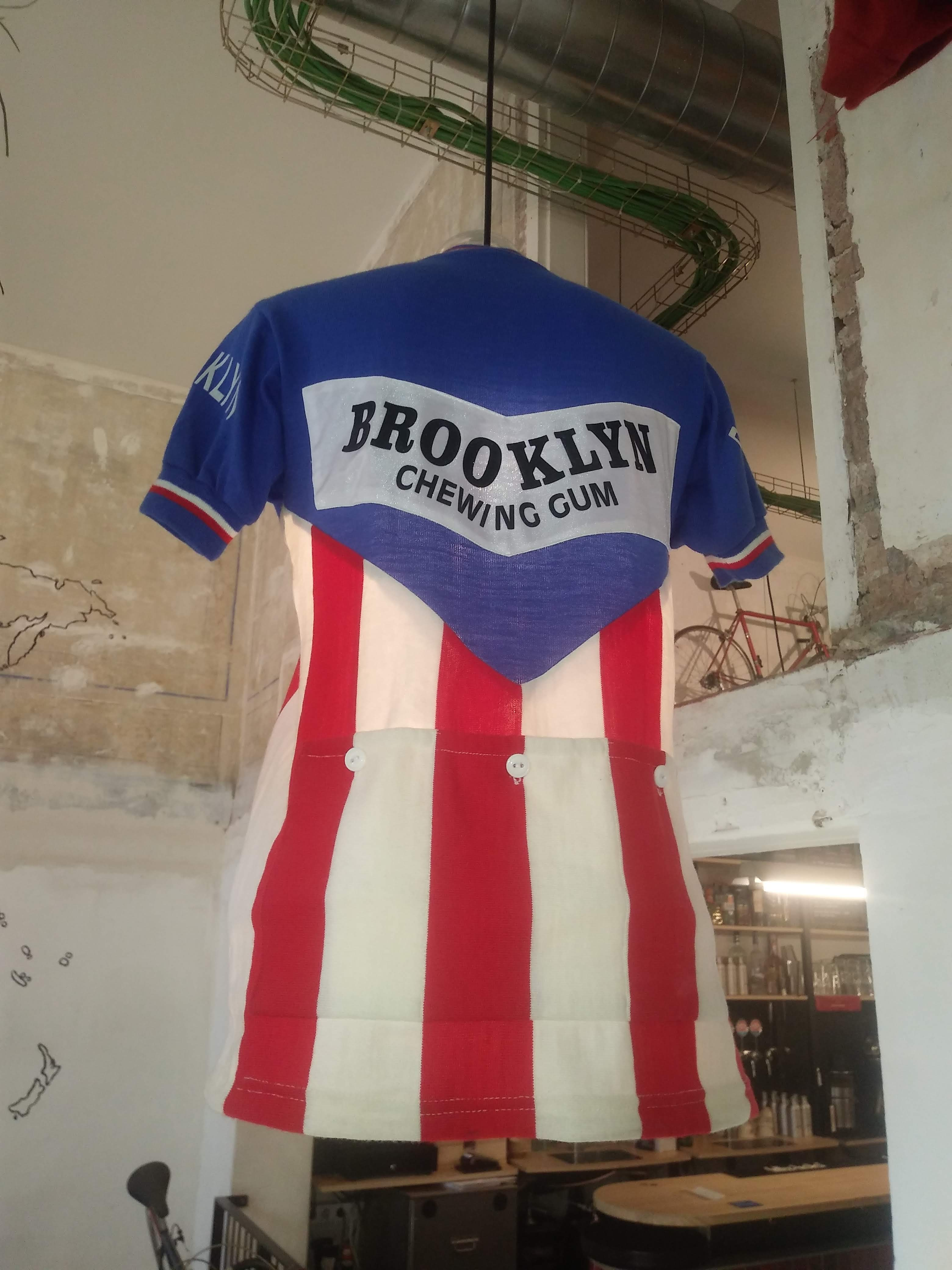
Maillot del equipo ciclista del Brooklyn

### En las grandes vueltas
- Giro de Italia
  - 8 participaciones (1970, 1971, 1972, 1973, 1974, 1975, 1976, 1977)
  - 40 victorias de etapa:
    - 1 en 1970: Patrick Sercu
    - 4 en 1971: Patrick Sercu (2), Pierfranco Vianelli, Ole Ritter
    - 4 en 1972: Roger De Vlaeminck (4)
    - 4 en 1973: Roger De Vlaeminck (3), Patrick Sercu
    - 5 en 1974: Patrick Sercu (3), Roger De Vlaeminck, Ercole Gualazzini
    - 12 en 1975: Patrick Sercu (3), Roger De Vlaeminck (7), Marcello Osler, Wladimiro Panizza
    - 10 en 1976: Patrick Sercu (3), Roger De Vlaeminck (4), Johan De Muynck, Ronald De Witte, Ercole Gualazzini

  - 0 clasificación finales:
  - 5 clasificaciones secundarias:
    - Clasificación por puntos: Roger De Vlaeminck (1972, 1974, 1975)
    - Clasificación por equipos: (1975, 1976)

- Tour de Francia
  - 2 participaciones (1974, 1976)
  - 5 victorias de etapa:
    - 4 en 1974: Patrick Sercu (3), Ercole Gualazzini
    - 1 en 1976: Aldo Parecchini

  - 2 clasificaciones secundarias:
    - Clasificación por puntos: Patrick Sercu (1974)
    - Gran Premio de la montaña: Giancarlo Bellini (1976)

- Vuelta a España
  - 0 participaciones
  - 0 victorias de etapa:
  - 0 clasificaciones secundarias: